# Детска стая
Детската стая обикновено е спално помещение в къща или друго жилище, отделено за бебе или малко дете. Типичната детска стая съдържа детско креватче (или подобен тип легло), маса или платформа с цел смяна на пелени, както и различни артикули, необходими за грижата за детето като например лекарства. Детската стая обикновено е най-малката спалня в къщата, тъй като бебето изисква много малко пространство докато проходи. Стаята се използва почти изключително за спане. Стаята в много случаи може да остане спалня на детето дори в юношеските години, или докато се роди по-млад брат или сестра и родителите решат да преместят по-голямото дете в друга по-голяма спалня.
През викторианските и едуардските времена, за богатите и средната класа, детската стая е набор от стаи в горната част на къщата, включително стая за спане, стая за игра и храна, или комбинация от тези видове. Детската стая включва баня и евентуално малка кухня. Медицинската сестра (бавачка) и гувернантка също спят в апартамента или къщата. Училищната стая също може да е съседна, но гувернантката, чиято работа е да преподава на децата, не е част от детската стая. Тя има своя собствена спалня, вероятно в друго крило. Едни от най-известните детски стаи са тези на в Мери Попинз или Питър Пан.